# Олимпия (Древна Гърция)
Вижте пояснителната страница за други значения на Олимпия.
Олимпия (на гръцки: Ολυμπία, Olympia) е древногръцко светилище на Зевс в Западен Пелопонес. То е мястото, на което се провеждали олимпийските игри през древността.
Известно е със своя храм на Зевс – сред на най-големите древногръцки храмове, където се намирала статуята му – едно от чудесата на света, както и с провежданите древни олимпийски игри. Селището е населено още от неолита.
Намира се в историческата област Елида в северозападната част на полуостров Пелопонес, край Йонийско море. Разположено е в долината между река Алфей (Alfios) и нейния приток Кладеон.
Днешното село Древна Олимпия (Αρχαία Ολυμπία – Archéa Olympía / Archea Olymbia), което е административен център на дем, се намира в близост и през 2001 г. наброява 11 069 жители.

## Археологически разкопки
Мястото на древното светилище е установено през 1766 г. През 1829 г. френски учени частично разкопават храма на Зевс и намират фрагменти от метопи, които са занесени в Лувъра. Систематичните разкопки започват през 1875 г. под ръководството на проф. Ернст Курциус от Германския археологичен институт (German Archaeological Institute) и продължават и до днес, с известни прекъсвания.
Една от интересните находки през 1877 г. е статуята на Хермес с детето Дионис от Праксител, изложена в Археологическия музей в Олимпия. Авторството на Праксител е основано на споменаването на статуята от Павзаний